# Lettere dall'India
Lettere dall'India (Lettres de l'Inde) è un libro dello scrittore francese Octave Mirbeau.
Il volume raccoglie una serie di undici articoli, pubblicati nel corso del 1885 su Le Gaulois e su Le Journal des débats, che Mirbeu firmò simbolicamente "Nirvana". Gli articoli sono stati riuniti e pubblicati in volume solo nel 1991, a cura di Pierre Michel e Jean-François Nivet,

## Storia editoriale
Gli articoli costituiscono in realtà una vera e propria mistificazione letteraria, dato che Mirbeau non compì alcun viaggio in India: le lettere furono scritte in Normandia. Al principio Mirbeau voleva soltanto burlarsi di un giornalista de Le Gaulois, Robert de Bonnières, che stava realmente viaggiando in India, da dove spediva i suoi "Ricordi di viaggio"', raccolti nei Mémoires d'aujourd'hui del 1886.
Ma si tratta anche di un'opera di "scrittura ombra", dato che in essa Mirbeau mise in forma letteraria le informazioni effettivamente mandate dall'India da un amico, François Deloncle, al ministro Jules Ferry nel 1883.
All'época Mirbeau è ancora un "proletario delle lettere" e la sua penna non è ancora libera. Così nelle Lettres de l'Inde il futuro anticolonialista, che in seguito denuncerà quelli da lui definiti "giardini di tortura" (in riferimento alla presenza coloniale francese in Africa), distingue ancora tra un "buon” colonialismo francese, rispettoso dei popoli e delle loro costumi, e un "odioso" colonialismo britannico, responsabile di una terribile oppressione sui popoli dell'India.
Tuttavia Mirbeau è cosciente dei movimenti che stanno nascendo in Oriente. È affascinato dalla civiltà indiana, dal fatalismo e dall'impressionante "immobilità" del popolo indiano. Si interessa anche al buddismo, che egli presenta come una religione senza Dio, emancipatrice del pensiero umano e, per conseguenza, esente dal fanatismo.